# Assemblée nationale du pouvoir populaire
Pour les autres articles nationaux ou selon les autres juridictions, voir Assemblée nationale.
Xe législature
El Capitolio
L'Assemblée nationale du pouvoir populaire (en espagnol : Asamblea Nacional del Poder Popular abrégé ANPP) est le parlement monocaméral de la république de Cuba et l'organe suprême du pouvoir d'État. Ses membres sont élus au scrutin de liste majoritaire pour une durée de cinq ans. Le président actuel de l'Assemblée est Esteban Lazo. L'Assemblée se réunit deux fois par an. Entre les sessions, elle est représentée par les 21 membres du Conseil d'État.

## Histoire
La première Assemblée nationale après la révolution cubaine est issue des élections législatives qui se sont tenues en 1976 à la suite de la ratification de la Constitution de 1976. Les élus, selon les modalités établies par la loi, se sont réunis pour la première fois le 2 décembre 1976, formant ainsi formellement le Parlement cubain. La Constitution, approuvée par référendum le 14 février 1976, a fait de l'Assemblée nationale l'organe suprême du pouvoir d'État.

## Organisation
L'Assemblée est un parlement monocaméral. Il est le seul organe politique à Cuba qui est investi à la fois du pouvoir constituant et du pouvoir législatif (bien que le gouvernement peut passer des décrets qui ont force de loi[réf. nécessaire]). Elle tient deux sessions ordinaires par an, qui sont publiques, à moins que l'Assemblée elle-même vote pour les tenir à huis clos pour des raisons d'état. Elle a des commissions permanentes pour s'occuper de questions qui relèvent de l'intérêt des législateurs même lorsque l'Assemblée n'est pas en session.
Après son renouvellement, l'Assemblée élit son président (actuellement Esteban Lazo), son vice-président et son secrétaire. Aucun des députés n'est payé pour sa fonction ; ils continuent à exercer leur vie professionnelle. Ils peuvent être révoqués par leurs électeurs si ceux-ci jugent qu'ils n'assurent pas convenablement leur fonction.

## Pouvoirs
L'Assemblée nationale a le pouvoir de modifier la Constitution, d'adopter, de modifier et d'abroger les lois, d'examiner et d'approuver les plans nationaux pour le développement économique, le budget de l'État, les crédits et les programmes financiers et de définir les lignes directrices des affaires internes et étrangères. Elle entend les rapports du gouvernement et des agences administratives et peut également accorder des amnisties. Parmi ses commissions permanentes ou temporaires, on trouve celles chargées des questions relatives à l'économie, à l'industrie du sucre, à la production alimentaire, aux industries, aux transports et communications, à la construction, aux affaires étrangères, à la santé publique, à la défense et au maintien de l'ordre intérieur. L'Assemblée nationale a également des départements qui supervisent le travail des commissions, des Assemblées locales, des Affaires judiciaires et de l'Administration.
L'Assemblée élit les 31 membres du Conseil d'État ; leur mandat expire lorsqu'une nouvelle Assemblée est élue. L'assemblée élit le Président, le Vice-Président et le Secrétaire du Conseil d'État, qui doit faire rapport à l'Assemblée nationale de l'ensemble de son travail et de ses tâches. Elle élit le Conseil des ministres, les membres du Tribunal populaire suprême et le bureau du Procureur général de Cuba.
Depuis l'entrée en vigueur de la constitution de 2019 adoptée par référendum, l'assemblée élit également le Président de la République de Cuba et son vice-président.

## Système électoral
Le modèle politique cubain repose sur un système à parti unique. Il n'est pas nécessaire d'être membre du Parti communiste cubain pour se présenter aux élections, mais les opposants sont écartés par le système de sélection des candidats placé sous l'égide du parti. Les citoyens au niveau de la commune se réunissent avant l'élection pour proposer plusieurs candidats, représentant la moitié du total de candidats pré-déterminé. L'autre moitié de candidats est proposée par des assemblées de représentants des mouvements et syndicats des travailleurs, de la jeunesse, des femmes, des étudiants et des paysans, ainsi que de membres des Comités de défense de la Révolution. La Commission nationale des candidatures examine les propositions et retient, dans la liste, autant de candidats qu'il y a de sièges à pourvoir, soit entre un et huit par circonscription. La sélection s'opère sur la base de critères comme le mérite, le patriotisme, les valeurs morales et le passé révolutionnaire.
L'Assemblée nationale du pouvoir populaire est composée de 474 sièges pourvus pour cinq ans au scrutin de liste majoritaire avec listes ouvertes et vote préférentiel. Le pays est subdivisé en circonscriptions électorales de un à huit sièges, le vote prenant la forme d'un scrutin uninominal majoritaire à un tour dans les circonscriptions d'un seul siège. Sont élus les candidats remportant la majorité absolue des voix dans leur circonscription. En pratique, les électeurs votent à bulletin secret soit pour l'ensemble des candidats de la liste présentée dans leur circonscription, soit pour certains d'entre eux, soit laissent leur bulletin blanc, sans possibilité de voter contre les candidats. En théorie, si aucun candidat ne recueille la majorité absolue dans une circonscription, le ou les sièges restent vacants à moins que le Conseil d’État n'ordonne la tenue d'un second tour dans cette circonscription. Depuis la mise en place de l'Assemblée nationale du pouvoir populaire, aucun candidat n'a jamais perdu une élection,,.
Le droit de vote s'obtient à seize ans, mais les candidats doivent avoir au moins dix-huit ans. Par tradition, les urnes électorales sont « gardées » par des enfants et des adolescents le jour de l'élection, les associant ainsi au scrutin bien qu'ils ne puissent pas voter. Il n'y a pas de campagne électorale. Des informations biographiques relatives à chaque candidat sont affichées en public par les autorités. Après l'élection, chaque député est censé rendre compte de ses activités à ses électeurs, qui peuvent en principe le démettre de ses fonctions en cours de mandat.